# Asota discoidalis
Asota discoidalis là một loài bướm đêm trong họ Erebidae.